# Edward Calvert

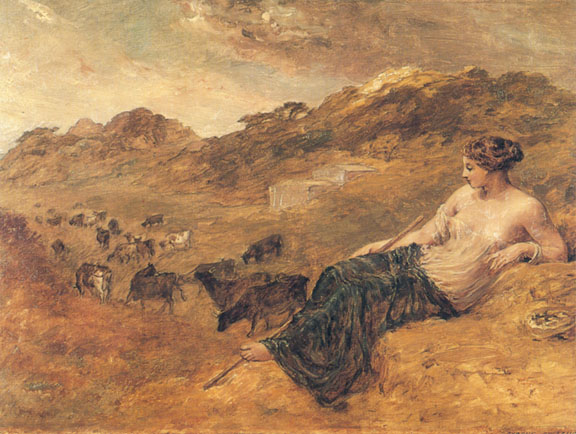
Cyrene and Cattle d'Edward Calvert

Edward Calvert (1799 - 1883) fou un pintor i gravador anglès. Després d'haver passat cinc anys a la marina, l'any 1820 començà a estudiar art a Plymouth i després a Londres, etapa en la qual entrà en contacte amb Fuseli, Samuel Palmer, que va ser amic seu durant tota la vida, i Linnell, que el va presentar a William Blake. Es va convertir en un dels Ancients i sota la influència de Blake la seva imaginació, igual que la dels altres membres del grup, es va inflamar d'un fervor poètic que va ser incapaç de sobreviure a la mort del seu mestre. La diminuta aquarel·la La ciutat visionària (Londres, Museu Britànic) és potser la millor de les obres visionàries que produí durant aquest període. en l'etapa final de la seva carrera es va dedicar a pintar principalment olis sobre paper, i després d'haver visitat Grècia, l'any 1844, va generar un arcadianisme sentimental pseudohel·lènic.